# The Depford
Die The Depford Co. Ltd. war ein britischer Automobilhersteller in London. 1914–1921 wurden dort Kleinwagen unter dem Namen De P gebaut.
1914 erschien der De P 8/10 hp, der als Nachfolger des Duo betrachtet werden kann. Wie dieser war der De P mit einem quadratisch ausgelegten (Bohrung = Hub) V2-Motor mit 0,96 l Hubraum erhältlich, der auf Wunsch in einer luft- und einer wassergekühlten Version zur Verfügung stand. Alternativ gab es auch einen größeren V2-Motor mit 1,1 l Hubraum und Wasserkühlung. Letzteres Angebot bestand allerdings nur 1914, während das kleinere Schwestermodell noch bis 1915 angeboten wurde.
Ebenfalls 1914 wurde der De P 10 hp mit Reihenvierzylindermotor mit ebenfalls 1,1 l Hubraum vorgestellt. 1916 wurde der Hubraum dieses Modells geringfügig vergrößert und der Radstand wuchs von 2.489 mm auf 2.591 mm.
1921 erschien als einziges Nachkriegsmodell ein weiterer De P 10 hp, dessen Vierzylindermotor aber 1,5 l Hubraum besaß.
Noch im selben Jahr verschwand die Marke von Markt.

## Modelle
| Modell  | Bauzeitraum | Zylinder | Hubraum  | Radstand |
| ------- | ----------- | -------- | -------- | -------- |
| 8/10 hp | 1914–1915   | 2 V      | 964 cm³  | 2489 mm  |
| 8/10 hp | 1914        | 2 V      | 1094 cm³ | 2489 mm  |
| 10 hp   | 1914        | 4 Reihe  | 1087 cm³ | 2489 mm  |
| 10 hp   | 1916        | 4 Reihe  | 1098 cm³ | 2591 mm  |
| 10 hp   | 1921        | 4 Reihe  | 1496 cm³ | 2743 mm  |

## Quelle
- David Culshaw & Peter Horrobin: The Complete Catalogue of British Cars 1895–1975. Veloce Publishing plc. Dorchester (1999).  ISBN 1-874105-93-6